# Безразмерна величина
Безразмерната величина е число, представящо съотношение на две величини с еднаква размерност.
Тъй като размерностите на числителя и знаменателя са еднакви, размерностите се съкращават, или с други думи размерността е единица . Намират широко приложение в математиката, физиката, инженерните науки и икономиката.
Безразмерни величини са фундаменталните математически константи π и e а също и Златното сечение φ. Такива са всички относителни величини във физиката (относителна плътност, относителна магнитна проницаемост и критериите за подобие (критерий на Прантъл, число на Пекле).

## Списък на някои безразмерни величини
| Име                                       | Стандартен символ               | Област на приложение                                                         |
| ----------------------------------------- | ------------------------------- | ---------------------------------------------------------------------------- |
| Адиабатен показател                       | κ, Cp/Cv                        | термодинамика                                                                |
| Активност на водата                       | а, аw                           | химия                                                                        |
| Албедо                                    | {\displaystyle \alpha }         | климатология, астрономия                                                     |
| Архимедово число                          | Ar                              | движение на флуиди с нееднородна плътност, утаяване, кипящ слой              |
| Водороден показател (pH)                  | pH                              | химия                                                                        |
| Галилеево число                           | Ga                              | съотношение на гравитационните към визкозните сили, абсорбция, ректификация  |
| Децибел                                   | dB                              | съотношение на два интензитета най-често на звук                             |
| Еластичност (икономика)                   | E                               |                                                                              |
| Златно сечение                            | {\displaystyle \varphi }        | математика и естетика                                                        |
| Карат (благородни метали)                 | kt                              | сплави на златото и др.                                                      |
| Коефициент на затихване                   | {\displaystyle \zeta }          | затихващи колебания в осцилираща система                                     |
| Коефициент на Поасон                      | {\displaystyle \nu }            | механика (съотношение на деформациите надлъжно и напречно на приложена сила) |
| Коефициент на подемна сила                | {\displaystyle C_{L}}           | подемна сила създавана от аеродинамичен профил при даден ъгъл на атака       |
| Коефициент на полезно действие            | η                               | физика, техника                                                              |
| Коефициент на съпротивление при търкаляне | Crr                             | транспортни средства                                                         |
| Коефициент на триене при движение         | {\displaystyle \mu _{k}}        | триене на твърди тела при движение                                           |
| Коефициент на триене при покой            | {\displaystyle \mu _{s}}        | триене на твърди тела при покой                                              |
| Коефициент на челно съпротивление         | {\displaystyle C_{d}}           | специфично съпротивление на тяло в аеро и хидродинамиката                    |
| Константа на тънката структура            | {\displaystyle \alpha }         | квантова електродинамика                                                     |
| Коефициент на усилване                    |                                 | електроника (отношение между входния и изходния сигнал)                      |
| Константи на Файгенбаум                   | {\displaystyle \alpha ,\delta } | теория на хаоса (период на бифуркация)                                       |
| Критерий на Био                           | Bi                              | топлопредаване, топлопроводност                                              |
| Критерий на Грасхоф                       | Gr                              | естествена конвекция                                                         |
| Критерий на Нуселт                        | Nu                              | топлопредаване                                                               |
| Критерий на Нютон                         | Ne                              | разбъркване                                                                  |
| Критерий на Ойлер                         | Eu                              | пад на налягане                                                              |
| Критерий на Пекле                         | Pe                              | топлопредаване, масопредаване                                                |
| Критерий на Прантъл                       | Pr                              | топлопредаване                                                               |
| Критерий на Рейнолдс                      | Re                              | отношение между инерчните и вискозните сили при движение на флуид.           |
| Критерий на Фурие                         | Fo                              | нестационарна топлопроводност, топлопредаване                                |
| Критерий на Фруд                          | Fr                              | ефект на вълнообразуване при движение на тяло по повърхност на флуид         |
| Моларна част                              | x, y                            | състав на смес                                                               |
| Неперово число                            | e                               | фундаментална математическа константа                                        |
| Относителна апертура (f-число)            | {\displaystyle f}               | оптика, фотография                                                           |
| Относителна влажност                      | φ                               | климатология, сушене                                                         |
| Относителна плътност                      | RD                              | материалознание                                                              |
| Пи                                        | {\displaystyle \pi }            | математика (отношение на дължината на окръжност към диаметъра ѝ)             |
| Показател на пречупване                   | n                               | електромагнетизъм, оптика                                                    |
| Порьозност                                | {\displaystyle \phi }           | геология                                                                     |
| Промил                                    | ‰                               | математика, физика, химия                                                    |
| Процент                                   | %                               | математика, физика, химия                                                    |
| Радиан                                    | rad                             | мярка за ъгли                                                                |
| Скала на Рокуел                           |                                 | твърдост на материали                                                        |
| Фактор на мощността                       | cos φ                           | електротехника (отношение на активната към пълната мощност)                  |
| Хидравличен градиент                      | i                               | напор на подземни води                                                       |
| Число на Абе                              | V                               | оптика (дисперсия в оптични материали)                                       |
| Число на Мах                              | M                               | отношението на скоростта на дадено тяло към скоростта на звука               |